# Farmcote
Farmcote – wieś w Anglii, w hrabstwie Gloucestershire. Leży 4 km od miasta Winchcombe. W 1870-72 osada liczyła 32 mieszkańców. Farmcote jest wspomniana w Domesday Book (1086) jako Fernecote.